# 田集连接线
田集连接线是厦门市集美区辖内一条重要的城市快速路，连接起厦门大桥、集美街道、侨英街道、后溪镇以及厦门北站。原田集连接线全长5.546公里，于1997年建成通车，2011年拓宽时按照城市快速路标准分段拓宽改造。该路段指示牌上写着“厦门大桥”“集美大桥”以及“厦沙高速”“沈海高速”的字样，却没有一块指示牌上出现“田集连接线”的字样，因此让许多居民感到费解，认为其路名和道路对不上号。各大电子导航都将其误以为是 沙厦高速的一部分。